# سعیدآباد ریگک
سعیدآباد ریگک، روستایی در دهستان جازموریان بخش مرکزی شهرستان جازموریان در استان کرمان ایران است.

## جمعیت
بر پایه سرشماری عمومی نفوس و مسکن در سال ۱۳۹۵، جمعیت این روستا برابر با ۱۹۳ نفر (۴۲ خانوار) بوده است.